# Divonne-les-Bains
Divonne-les-Bains is een gemeente in het Franse departement Ain (regio Auvergne-Rhône-Alpes). Divonne-les-Bains telde op 1 januari 2022 10.300 inwoners. De plaats maakt deel uit van het arrondissement Gex.

## Geschiedenis
In de Gallo-Romeinse tijd werd een aquaduct met een lengte van elf kilometer gebouwd dat het water van de bronnen van Divonne transporteerde naar Nyon.
Tot de 19e eeuw was er in de gemeente enkel verspreide bewoning en bestond de bevolking vooral uit landbouwers. Er werd graan verbouwd, vee geteeld en vanaf de 19e eeuw ook fruit geteeld.
Paul Vidart (1817-1873) kwam op het idee om de verschillende koudwaterbronnen van Divonne te exploiteren als kuuroord. Het bronwater heeft een constante temperatuur van 5° C en bevat veel mineralen. In 1849 werd een eerste kuuroord geopend. De plaats kende succes bij de beau monde en er werden verschillende hotels gebouwd. In 1892 veranderde de gemeente haar naam in Divonne-les-Bains. De bloeitijd van het kuuroord eindigde met de Eerste Wereldoorlog. Hierna verschoof de nadruk van medische behandeling naar ontspanning. In 1954 werd een casino geopend en in de jaren 1960 een zwembad en een golfclub.
In de 20e eeuw groeide de gemeente verder, onder andere met inwoners die als forens in Zwitserland werken.

## Geografie
De oppervlakte van Divonne-les-Bains bedroeg op 1 januari 2022 33,88 vierkante kilometer; de bevolkingsdichtheid was toen 304 inwoners per km².  De gemeente grenst aan Zwitserland en ligt op ongeveer 15 km van Genève. Divonne-les-Bains ligt tussen de Jura en het Meer van Genève.
Het gemeentelijk bos is een onderdeel van het natuurgebied Parc naturel du Haut Jura.
De onderstaande kaart toont de ligging van Divonne-les-Bains met de belangrijkste infrastructuur en aangrenzende gemeenten.

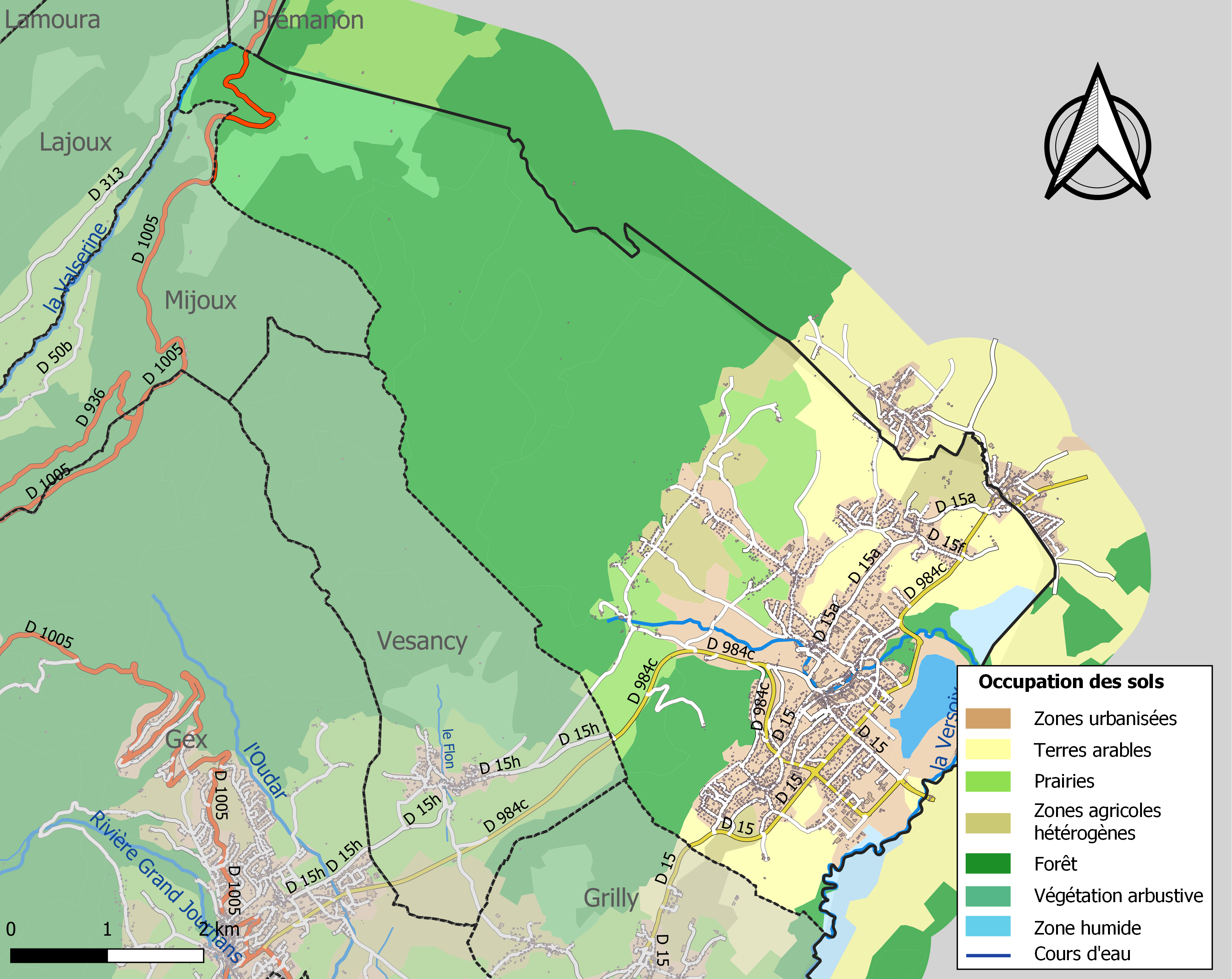

## Demografie
Onderstaande figuur toont het verloop van het inwoneraantal van Divonne-les-Bains vanaf 1962. De cijfers zijn afkomstig van het Frans bureau voor statistiek en bevatten geen dubbel getelde personen (volgens de gehanteerde definitie population sans doubles comptes).
Vanwege een beveiligingsprobleem met de MediaWiki Graph-software is het momenteel niet mogelijk deze grafiek weer te geven. Zodra de software is bijgewerkt zal de grafiek vanzelf weer zichtbaar worden.

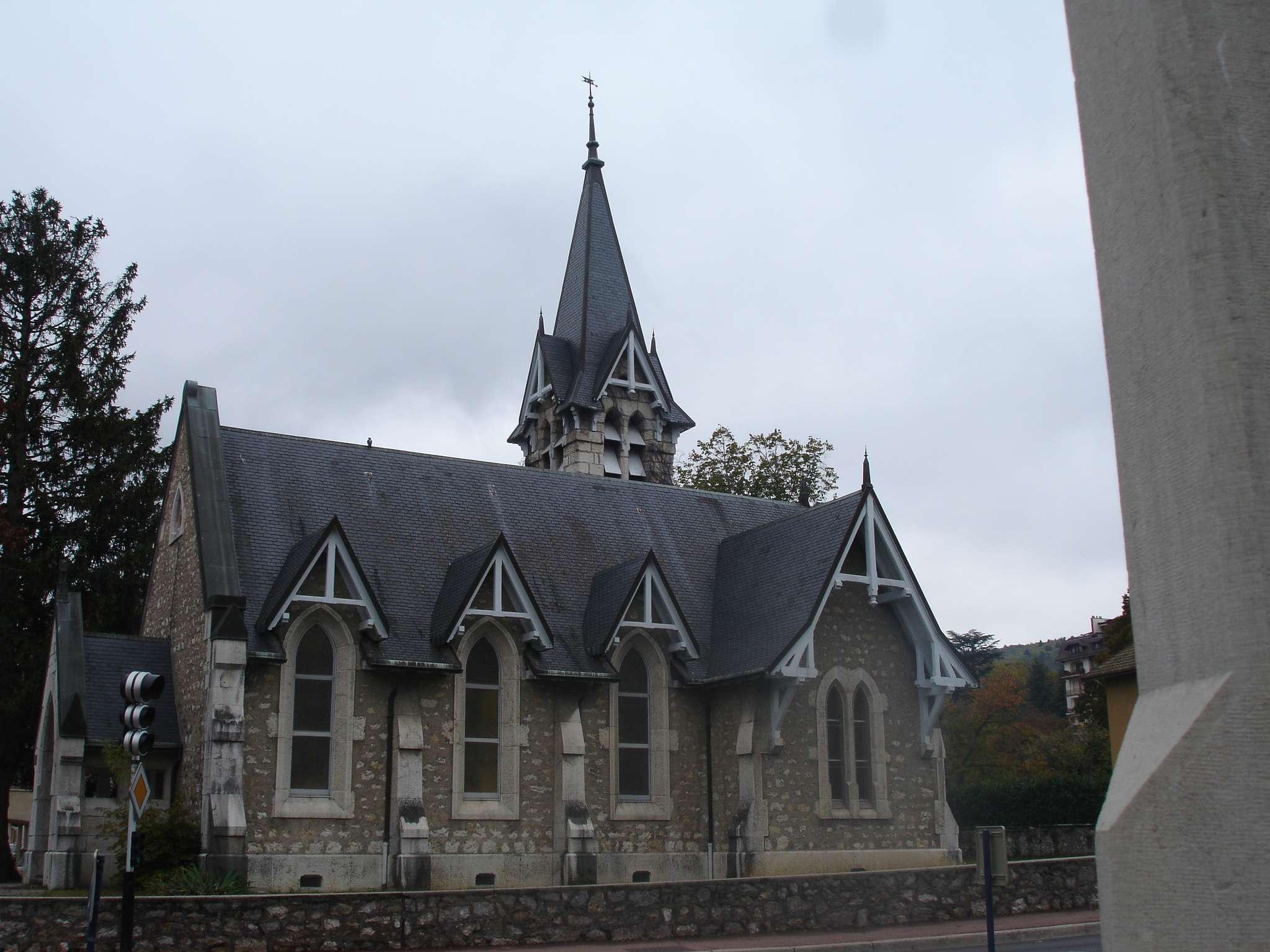
Protestantse kerk ("temple")
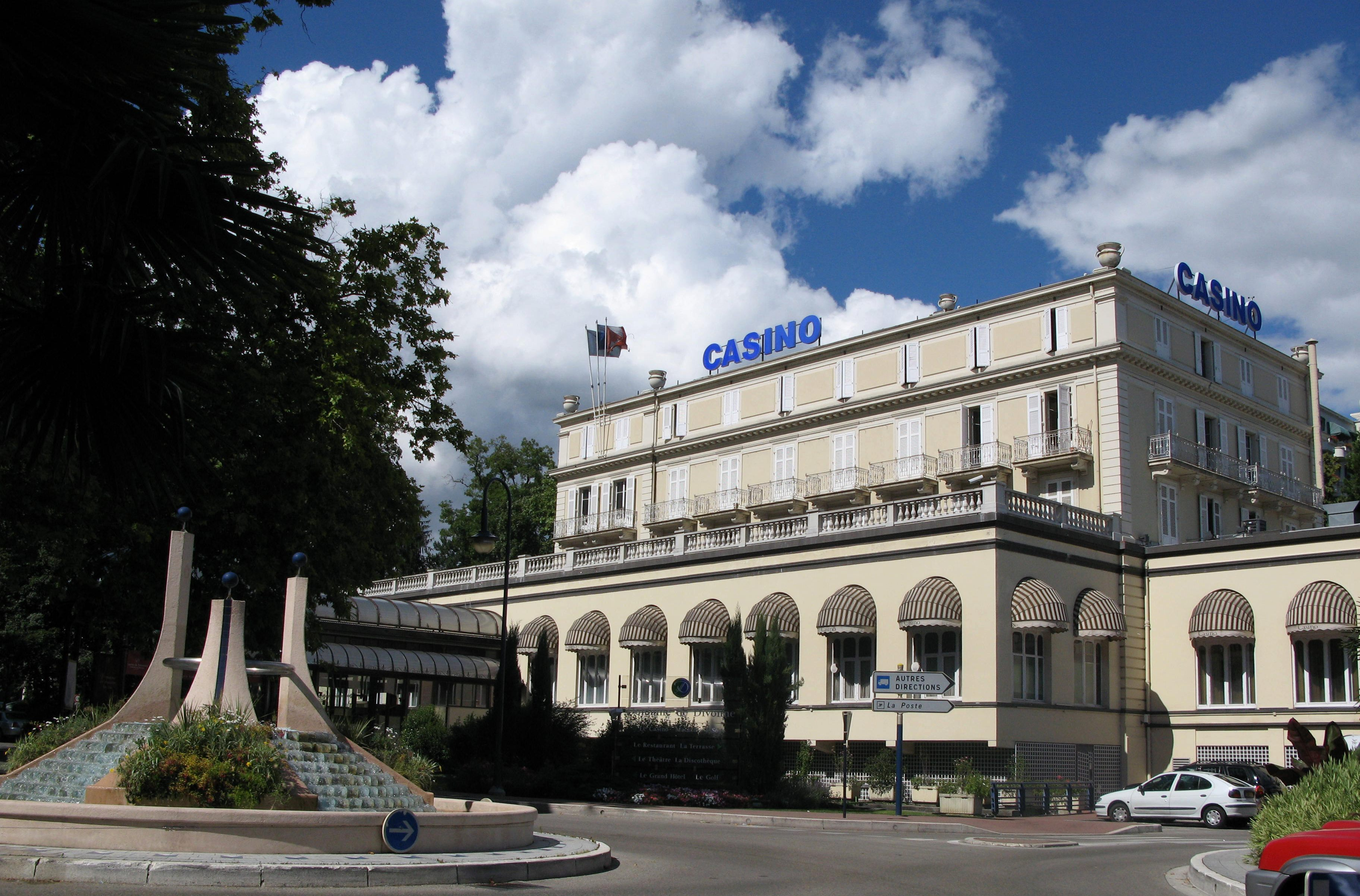
Het casino

## Sport
Divonne-les-Bains is zeven keer etappeplaats geweest in de wielerkoers Ronde van Frankrijk. De Belg Eddy Merckx won er drie keer. Divonne-les-Bains was alleen etappeplaats in de periode van 1967 tot en met 1976.

## Geboren
- Camille Vidart (1854-1930), Frans-Zwitserse onderwijzeres, feministe en pacifiste

- Bibliothèque nationale de France: cb120062620 (data)
- Gemeinsame Normdatei: 7704405-8
- Historisch woordenboek van Zwitserland: 007144
- Library of Congress Control Number: n80158856
- Nationale Bibliotheek van Israël: 987007564299305171
- Système universitaire de documentation: 02817450X
- Virtual International Authority File: 134507635
- WorldCat: E39PBJk4xXkwcmBgWVyFdxG4MP